# Ляшко, Вениамин Иванович
Вениамин Иванович Ляшко (10 августа 1925,  — 18 июля 1980) — советский военный деятель, генерал-лейтенант, начальник Киевского высшего общевойскового командного училища в 1972—1980 годах.

## Биография
Родился 10 августа 1925 года в селе Макан (теперь Хайбуллинского района Башкортостана) в крестьянской семье. Украинец. В Красной армии с января 1943 года. Призван Черемховским райвоенкоматом Иркутской области. На должностях командиров минометного взвода минометной роты принимал участие в Великой Отечественной войне в составе войск 1-го Прибалтийского и Ленинградского фронтов. Член ВКП(б) с 1944 года.
После окончания войны и завершения учебы в Военной академии имени М. В. Фрунзе командовал полком. С октября 1969 по июль 1972 года командовал 25-й гвардейской мотострелковой дивизией имени П. И. Чапаева в ГСВГ, 22 февраля 1971 года ему было присвоено воинское звание генерал-майор. С 1972 по 1980 — начальник Киевского высшего общевойскового командного дважды Краснознаменного училища имени Н. В. Фрунзе. Принимал активное участие в общественно-политической жизни. Избирался делегатом XXIV съезда КПСС, XXV съезда Компартии Украины, был членом Киевского горкома партии, неоднократно избирался депутатом местных Советов народных депутатов[уточнить].
Умер 18 июля 1980 года по болезни. Похоронен в Киеве на Лукьяновском военном кладбище.

## Награды
- орден Красного Знамени,
- орден Отечественной войны I и II степени,
- орден Красной Звезды,
- Орден «За службу Родине в Вооружённых Силах СССР» III степени,
- многими медалями
- Почётная грамота Президиума Верховного Совета УССР